# トレス・オンブレス
『トレス・オンブレス』（Tres Hombres）は、アメリカ合衆国のロック・バンド、ZZトップが1973年に発表した3作目のスタジオ・アルバム。タイトルはスペイン語で「3人の男たち」を意味する。2006年にワーナー・ブラザース・レコードからリリースされたリマスターCDには、未発表のライヴ音源3曲がボーナス・トラックとして追加収録された。

## 背景
ビリー・ギボンズは、このアルバムからピッキング・ハーモニクス奏法を使うようになったと語っている。とりわけ「ラ・グランジェ」のギター・ソロではピッキング・ハーモニクスが多用されており、2011年には『Guitar Player』誌のスタッフによって「最も影響力のあるロック・ギター・ソロ40」の一つに選ばれた。
「ウェイティン・フォー・ザ・バス」と「ジーザス・ジャスト・レフト・シカゴ」は別々にレコーディングされた曲だが、レコードでは偶然、曲間の空白が削られて繋がった形で収録された。これら2曲は、その後のライヴでもメドレーとして演奏されている。
本作のオリジナルLPはゲートフォールド仕様のジャケットとなっており、内側に掲載されたメキシコ料理の写真は、バンドのたまり場であったテキサス州ヒューストンのレストランで撮影された。

## 反響・評価
本作はBillboard 200で8位に達し、ZZトップにとって初の全米トップ10入りを果たして、1974年5月にはRIAAによってゴールドディスクに認定された。本作からのシングル「ラ・グランジェ」はBillboard Hot 100で41位に達した。
『ローリング・ストーン』誌が2003年に選出したオールタイム・グレイテスト・アルバム500では498位にランク・インし、後の改訂では490位となった。

## 収録曲
特記なき楽曲はビリー・ギボンズ、ダスティ・ヒル、フランク・ベアードの共作。
Side 1
1. ウェイティン・フォー・ザ・バス "Waitin' for the Bus" (Billy Gibbons, Dusty Hill) – 2:59
2. ジーザス・ジャスト・レフト・シカゴ "Jesus Just Left Chicago"– 3:29
3. ビア・ドリンカーズ&ヘル・レイザーズ "Beer Drinkers & Hell Raisers" – 3:23
4. マスター・オブ・スパークス "Master of Sparks" (B. Gibbons) – 3:33
5. ホット・ブルー・アンド・ライチャス "Hot, Blue and Righteous" (B. Gibbons) – 3:14

Side 2
1. ムーヴ・ミー・オン・ダウン・ザ・ライン "Move Me on Down the Line" (B. Gibbons, D. Hill) – 2:30
2. プレシャス・アンド・グレイス "Precious and Grace" – 3:09
3. ラ・グランジェ "La Grange" – 3:51
4. シーク "Shiek" (B. Gibbons, D. Hill) – 4:04
5. ハヴ・ユー・ハード? "Have You Heard?" (B. Gibbons, D. Hill) – 3:14

### リマスターCDボーナス・トラック
1. ウェイティン･フォー･ザ･バス（ライヴ） "Waitin' for the Bus (Live)" (B. Gibbons, D. Hill) – 2:41
2. ジーザス・ジャスト・レフト・シカゴ（ライヴ） "Jesus Just Left Chicago (Live)" – 4:03
3. ラ・グランジェ（ライヴ） "La Grange (Live)" – 4:44

## 参加ミュージシャン
- ビリー・ギボンズ - ボーカル、 ギター
- ダスティ・ヒル - ボーカル、ベース
- フランク・ベアード - ドラムス